# カリタック郡 (ノースカロライナ州)
カリタック郡（カリタックぐん、英: Currituck County、 [ˈkʊrɪtʌk]) ）は、アメリカ合衆国ノースカロライナ州の北東隅に位置する郡である。2010年国勢調査での人口は23,547人であり、2000年の18,190人から29.5%増加した。郡庁所在地は未編入の町であるカリタック、同郡には法人化された自治体が無い。
カリタック郡はバージニア州ノーフォーク周辺を中核とするハンプトンローズ大都市圏に属している。
カリタック郡は1668年にアルベマール郡（現在は廃郡）の1地区として設立された。郡名はインディアンの言葉でガンを意味する「コラタンク」から採られたと言い伝えられている。ノースカロライナ州の北東部にあり、大西洋、カリタック湾に接し、州内ではカムデン郡とデア郡と郡境があり、北はバージニア州との州境である。陸地面積は261.7平方マイル (678 km2) である。1755年にはカリタック・コートハウスとい名称が使われ、郡庁所在地を指していた。現在では「コートハウス」が無くなり、カリタックのみが町の名に使われている。
アメリカ合衆国国勢調査局に拠れば、カリタック郡は国内で72番目に人口成長率の高い郡である。

## 郡政府
カリタック郡は、地域自治体の組織であるアルベマール自治体委員会のメンバーである。
カリタック郡は選挙で選ばれる委員で構成される郡政委員会によって統治されている。

## 地理
アメリカ合衆国国勢調査局に拠れば、郡域全面積は526平方マイル (1,362.3 km2)であり、このうち陸地262平方マイル (678.6 km2)、水域は264平方マイル (683.8 km2)で水域率は50.21%である。
郡内にはアウターバンクス北側の町が入っている。郡の本土とはカリタック湾で隔てられている。

### 主要高規格道路
- アメリカ国道158号線
- ノースカロライナ州道12号線
- ノースカロライナ州道34号線
- ノースカロライナ州道168号線
- ノースカロライナ州道615号線

### 隣接する郡
- チェサピーク (バージニア州) - 北
- バージニアビーチ (バージニア州) - 北
- デア郡 - 南東
- カムデン郡 - 西

### 国立保護地域
- カリタック湿地国立野生生物保護区
- マッケイ島国立野生生物保護区（部分）

## 人口動態
以下は2010年の国勢調査による人口統計データである。
| 基礎データ - 人口: 23,547人 - 世帯数: 6,902 世帯 - 家族数: 5,204 家族 - 人口密度: 27人/km2（70人/mi2） - 住居数: 10,687軒 - 住居密度: 16軒/km2（41軒/mi2） 人種別人口構成 - 白人: 90.3% - アフリカン・アメリカン: 5.8% - ネイティブ・アメリカン: 0.5% - アジア人: 0.6% - 太平洋諸島系: 0.0% - その他の人種: 0.9% - 混血: 1.8% - ヒスパニック・ラテン系: 3.0% | 年齢別人口構成 - 18歳未満: 25.3% - 18-24歳: 6.7% - 25-44歳: 30.5% - 45-64歳: 25.4% - 65歳以上: 12.0% - 年齢の中央値: 38歳 - 性比（女性100人あたり男性の人口） - 総人口: 98.6 - 18歳以上: 97.5 世帯と家族（対世帯数） - 18歳未満の子供がいる: 33.6% - 結婚・同居している夫婦: 61.6% - 未婚・離婚・死別女性が世帯主: 9.2% - 非家族世帯: 24.6% - 単身世帯: 19.4% - 65歳以上の老人1人暮らし: 7.6% - 平均構成人数 - 世帯: 2.61人 - 家族: 2.98人 | 収入と家計 - 収入の中央値 - 世帯: 40,822米ドル - 家族: 46,382米ドル - 性別 - 男性: 32,619米ドル - 女性: 22,641米ドル - 人口1人あたり収入: 19,908米ドル - 貧困線以下 - 対人口: 10.7% - 対家族数: 8.9% - 18歳未満: 16.1% - 65歳以上: 8.9% |

## 町

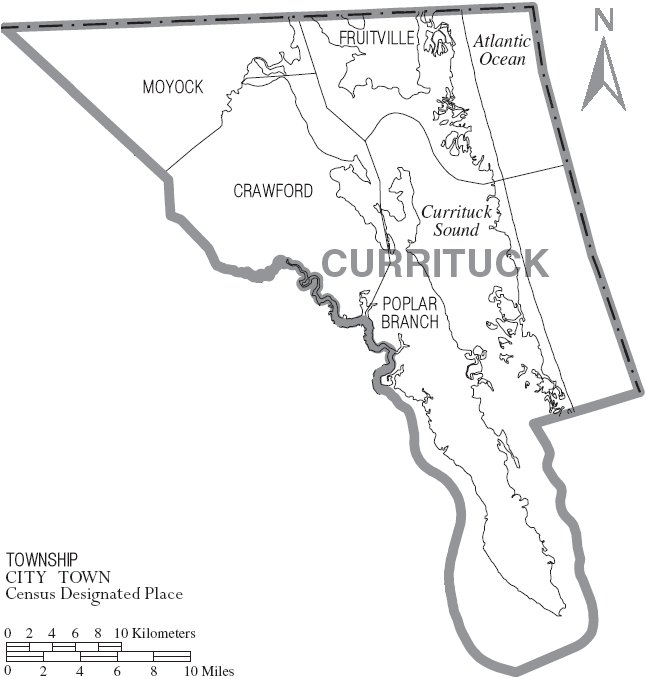
カリタック郡の自治体と郡区

| - エイドレット - バーコ - カロバビーチ - コインジョック - カローラ | - カリタック - 郡庁所在地 - グランディ - グレゴリー - ハービンガー - ノッツアイランド | - ジャービスバーグ - マミー - メイプル - モヨック - ポイントハーバー | - ポプラビーチ - ポプラブランチ - パウェルズポイント - サンダリング - ショーボロ | - スライゴ - スポット - ウォーターリリー |

## 教育
カリタック郡教育学区は、選挙で選ばれる委員で構成される教育委員会に管理されている。
- セントラル小学校
- カリタック郡高校
- カリタック郡中学校
- J・P・ナップ・アーリーカレッジ高校
- ジャービスバーグ小学校
- ノッツ島小学校
- モヨック小学校
- モヨック中学校
- ショーボロ小学校
- W・T・グリッグス小学校